# Nicolas Bal
Nicolas Bal (ur. 2 czerwca 1978 w Saint-Martin-d’Hères) – francuski narciarz oraz trener, specjalista kombinacji norweskiej, brązowy medalista olimpijski oraz dwukrotny medalista mistrzostw świata juniorów.

## Kariera
Po raz pierwszy na arenie międzynarodowej Nicolas Bal pojawił się 6 grudnia 1995 roku w zawodach Pucharu Świata w Steamboat Springs. Zajął wtedy 22. miejsce w konkursie rozgrywanym metodą Gundersena i tym samym już w swoim debiucie zdobył pierwsze pucharowe punkty. W sezonie 1995/1996 pojawił się jeszcze jedenastokrotnie i za każdym razem zdobywał punkty. Najlepiej wypadł 16 marca 1996 roku w Oslo, gdzie był szósty w Gundersenie. W klasyfikacji generalnej zajął ostatecznie 29. miejsce. W styczniu 1996 roku wystąpił na mistrzostwach świata juniorów w Asiago, gdzie wspólnie z kolegami z reprezentacji zdobył srebrny medal w zawodach drużynowych. Rok później, podczas mistrzostw świata juniorów w Canmore Francuzi z Balem w składzie zwyciężyli w sztafecie.
Najlepszym sezonem w Pucharze Świata był dla Bala sezon 1998/1999, który ukończył na dwudziestej pozycji. Francuz nigdy jednak nie stanął na podium zawodów pucharowych, najbliżej tego był w 1996 roku w Oslo. Nicolas startował także w zawodach cyklu Pucharu Świata B (obecnie Puchar Kontynentalny), w którym najlepiej prezentował się w sezonie 1996/1997. W klasyfikacji generalnej zajął wtedy siódme miejsce. Na podium zawodów tego cyklu stawał siedmiokrotnie, przy czym 9 grudnia 2001 roku w Bardu odniósł swoje jedyne zwycięstwo, wygrywając rywalizację w sprincie.
Pierwszą seniorską imprezą w jego karierze były mistrzostwa świata w Trondheim w 1997 roku. Indywidualnie zajął tam 31. miejsce, a wraz z kolegami był ósmy w sztafecie. Ze wszystkich imprez mistrzowskich indywidualnie najlepiej zaprezentował się podczas mistrzostw świata w Ramsau w 1999 roku. W zawodach metodą Gundersena zajął tam czwarte miejsce, przegrywając walkę o brązowy medal z Dmitrijem Sinicynem z Rosji. W sprincie był jedenasty, a w sztafecie ponownie czwarty. W walce o podium zawodów drużynowych Francuzi przegrali z reprezentantami Rosji o zaledwie 0,1 sekundy. Na późniejszych mistrzostwach Bal plasował się w drugiej dziesiątce, a w sztafetach zajmował siódme miejsca.
Startował ponadto na igrzyskach olimpijskich w Nagano w 1998 roku, gdzie wraz z Fabrice’em Guyem, Sylvainem Guillaume’em i Ludovikiem Roux zdobył brązowy medal w sztafecie. Po konkursie skoków Francuzi znajdowali się na szóstym miejscu ze stratą nieco ponad jednej minuty do prowadzących reprezentantów Finlandii. Na trasie biegu należeli do najszybszych i zdołali przesunąć się aż na trzecią pozycję, wyprzedzając Czechów i Austriaków. Mimo dobrej postawy biegowej na mecie do zwycięskich Norwegów stracili ponad półtorej minuty. W konkursie indywidualnym awansował z jedenastej pozycji po skokach na siódme miejsce na mecie biegu. Wziął także udział w igrzyskach olimpijskich w Salt Lake City w 2002 roku oraz cztery lata później w igrzyskach w Turynie, ale indywidualnie osiągał słabsze wyniki. W 2006 roku był jednak piąty w sztafecie.
W latach 2002–2006 Bal startował ponadto w Letnim Grand Prix w kombinacji norweskiej. Najlepsze wyniki w tym cyklu osiągnął w 2003 roku, podczas jego szóstej edycji. Zajął wtedy 20. miejsce w klasyfikacji generalnej, a 29 sierpnia 2003 roku w Klingenthal był szósty w Gundersenie. Ostatni oficjalny występ Nicolas Bal zanotował 18 marca 2007 roku w Oslo, gdzie był trzydziesty w Gundersenie. W 2007 roku zakończył karierę.
W sezonach 2018/2019-2019/2020 był głównym trenerem kadry męskiej reprezentacji Francji w skokach narciarskich.

## Osiągnięcia

### Igrzyska olimpijskie
| Miejsce | Dzień     | Rok  | Miejscowość    | Konkurencja           | Wynik zwycięzcy | Strata  | Zwycięzca        |
| ------- | --------- | ---- | -------------- | --------------------- | --------------- | ------- | ---------------- |
| 7.      | 14 lutego | 1998 | Nagano         | Gundersen K-90/15 km  | 41:21,1         | +1:25,7 | Bjarte Engen Vik |
| 3.      | 20 lutego | 1998 | Nagano         | Sztafeta K-90/4x5 km  | 54:11,5         | +1:41,9 | Norwegia         |
| 10.     | 9 lutego  | 2002 | Salt Lake City | Gundersen K-90/15 km  | 39:11,7         | +2:31,6 | Samppa Lajunen   |
| 6.      | 14 lutego | 2002 | Salt Lake City | Sztafeta K-90/4x5 km  | 48:42,2         | +2:53,3 | Finlandia        |
| 18.     | 21 lutego | 2002 | Salt Lake City | Sprint K-120/7,5 km   | 16:40,1         | +1:24,7 | Samppa Lajunen   |
| 31.     | 11 lutego | 2006 | Pragelato      | Gundersen HS106/15 km | 39:44,6         | +4:44,3 | Georg Hettich    |
| 5.      | 15 lutego | 2006 | Pragelato      | Sztafeta HS134/4x5 km | 49:52,6         | +1:32,0 | Austria          |
| 27.     | 21 lutego | 2006 | Pragelato      | Sprint HS134/7,5 km   | 18:29,0         | +1:37,7 | Felix Gottwald   |

### Mistrzostwa świata
| Miejsce | Dzień     | Rok  | Miejscowość   | Konkurencja           | Wynik zwycięzcy | Strata  | Zwycięzca        |
| ------- | --------- | ---- | ------------- | --------------------- | --------------- | ------- | ---------------- |
| 31.     | 22 lutego | 1997 | Trondheim     | Gundersen K-90/15 km  | 43:43,1         | +5:41,7 | Kenji Ogiwara    |
| 8.      | 23 lutego | 1997 | Trondheim     | Sztafeta K-90/4x5 km  | 52:18,0         | +3:50,9 | Norwegia         |
| 4.      | 20 lutego | 1999 | Ramsau        | Gundersen K-90/15 km  | 37:04,8         | +2:20,1 | Bjarte Engen Vik |
| 4.      | 25 lutego | 1999 | Ramsau        | Sztafeta K-90/4x5 km  | 49:34,2         | +1:53,3 | Finlandia        |
| 11.     | 27 lutego | 1999 | Ramsau        | Sprint K-90/7,5 km    | 17:48,4         | +1:11,8 | Bjarte Engen Vik |
| 16.     | 21 lutego | 2003 | Val di Fiemme | Gundersen K-95/15 km  | 37:54,2         | +3:21,5 | Ronny Ackermann  |
| 7.      | 24 lutego | 2003 | Val di Fiemme | Sztafeta K-95/4x5 km  | 47:23,9         | +4:57,7 | Austria          |
| 12.     | 28 lutego | 2003 | Val di Fiemme | Sprint K-120/7,5 km   | 18:47,8         | +52,8   | Johnny Spillane  |
| 13.     | 18 lutego | 2005 | Oberstdorf    | Gundersen HS100/15 km | 38:56,2         | +1:03,8 | Ronny Ackermann  |
| 7.      | 23 lutego | 2005 | Oberstdorf    | Sztafeta HS137/4x5 km | 49:45,5         | +3:12,9 | Norwegia         |
| 15.     | 27 lutego | 2005 | Oberstdorf    | Sprint HS137/7,5 km   | 20:15,6         | +1:36,1 | Ronny Ackermann  |

### Mistrzostwa świata juniorów
| Miejsce | Dzień       | Rok  | Miejscowość | Konkurencja          | Wynik zwycięzcy | Strata | Zwycięzca |
| ------- | ----------- | ---- | ----------- | -------------------- | --------------- | ------ | --------- |
| 2.      | 30 stycznia | 1996 | Asiago      | Sztafeta K-90/3x5 km | ?               | ?      | Norwegia  |
| 1.      | 14 lutego   | 1997 | Canmore     | Sztafeta K-90/3x5 km | ?               | -      | -         |

### Puchar Świata

#### Miejsca w klasyfikacji generalnej
- sezon 1995/1996: 29.
- sezon 1996/1997: 40.
- sezon 1998/1999: 20.
- sezon 1999/2000: 33.
- sezon 2000/2001: 62.
- sezon 2001/2002: 34.
- sezon 2002/2003: 22.
- sezon 2003/2004: 49.
- sezon 2004/2005: 21.
- sezon 2005/2006: 53.
- sezon 2006/2007: 39.

#### Miejsca na podium chronologicznie
Bal nigdy nie stał na podium indywidualnych zawodów Pucharu Świata.

### Puchar Kontynentalny

#### Miejsca w klasyfikacji generalnej
- sezon 1996/1997: 8.
- sezon 1997/1998: 7.
- sezon 2000/2001: 12.
- sezon 2003/2004: 14.
- sezon 2005/2006: 15.

#### Miejsca na podium chronologicznie
| Nr | Data            | Miejscowość | Konkurencja                    | Wynik zwycięzcy | Pozycja | Strata      | Zwycięzca     |
| -- | --------------- | ----------- | ------------------------------ | --------------- | ------- | ----------- | ------------- |
| 1. | 11 marca 2001   | Taivalkoski | Gundersen K90/15 km            | ?               | 2.      | ?           | Marcel Höhlig |
| 2. | 1 grudnia 2001  | Vuokatti    | Gundersen K90/15 km            | ?               | 3.      | +27.9 s     | Espen Rian    |
| 3. | 9 grudnia 2001  | Bardu       | Sprint K90/7.5 km              | ?               | 1.      | -           | -             |
| 4. | 16 grudnia 2004 | Lake Placid | Gundersen HS100/15 km          | ?               | 2.      | +1:19.3 min | Bill Demong   |
| 5. | 15 grudnia 2006 | Park City   | Sprint HS134/7.5 km            | 17:32.8 min     | 3.      | +13.6 s     | Tino Edelmann |
| 6. | 16 grudnia 2006 | Park City   | Sprint huraganowy HS134/7.5 km | 18:16.9 min     | 2.      | +8.9 s      | Tino Edelmann |
| 7. | 20 grudnia 2006 | Lake Placid | Start masowy HS100/10 km       | 250.0 pkt       | 3.      | -23.8 pkt   | Tomaž Druml   |

### Letnie Grand Prix

#### Miejsca w klasyfikacji generalnej
- 2002: 34.
- 2003: 20.
- 2004: 49.
- 2005: 42.
- 2006: 41.

#### Miejsca na podium chronologicznie
Bal nigdy nie stał na podium indywidualnych zawodów LGP.